# Чемпионат мира по современному пятиборью 1959
IX Чемпионат мира по современному пятиборью среди мужчин прошел в городе Херши  США с 25 по 30 сентября 1959 года. 
После Олимпийских игр 1932 года в Лос-Анджелесе это были вторые крупные международные соревнования по современному пятиборью в США. Среди участников чемпионата известные пятиборцы прошлых лет — призеры Олимпийских игр и мировых первенств — Д. Ламберт, Р. Миллер (США); Б. Каттер, В. Корхонен (Финляндия); В. Веттерли (Швейцария), П. Риера (Аргентина), Г. Кортес (Чили). Сборная Венгрии прибыла в составе — чемпиона мира  1955 года в командном зачете Г. Фердинанди и серебряных призеров 1958 года в команде Имре Надя и Андраша Бальцо.
На чемпионат приехали 39 спортсменов из 13 стран.

## Команда СССР
В сборной СССР выступали золотые призеры двух предыдущих чемпионатов мира 1957—58 годов: Игорь Новиков, Александр Тарасов, Николай Татаринов и запасной Константин Сальников. Старший тренер Арсений Петрович Соколов, врач- Федорова Нина Григорьевна, тренер - Николай Федорович Шеленков (конная подготовка).

### Победитель и призеры
| Дисциплина           | Золото                                                                | Серебро                                                    | Бронза                                                        |
| Индивидуальный зачет | СССР · Игорь Новиков · 4847                                           | Венгрия · Бальцо, Андраш · 4732                            | СССР · Александр Тарасов · 4708                               |
| Командный зачет      | СССР · Игорь Новиков · Александр Тарасов · Николай Татаринов · 13 802 | Финляндия · Т. Карре · Вайхо Корхонен · Б. Каттер · 13 287 | США · Роберт Миллер · Джорж Ламберт · Лесли Бламастер · 13153 |

### Распределение наград
| Место  | Страна    | Золото | Серебро | Бронза | Всего |
| ------ | --------- | ------ | ------- | ------ | ----- |
| 1      | СССР      | 2      | 0       | 1      | 3     |
| 2      | Венгрия   | 0      | 1       | 0      | 1     |
| 3      | Финляндия | 0      | 1       | 0      | 1     |
| 3      | США       | 0      | 0       | 1      | 1     |
| Totale | Totale    | 2      | 2       | 2      | 6     |

## Верховая езда
25 сентября 1959г. Дистанция 3,5 км с 18 препятствиями. Норма времени 7 мин.
- Конный кросс.Результаты. Личное первенство.

| Место | Спортсмен             | Страна    | Очки |
| ----- | --------------------- | --------- | ---- |
| 1.    | Венчесло Мальта Эскин | Бразилия  | 1184 |
| 2.    | Андраш Бальцо         | Венгрия   | 1116 |
| 3.    | Бренд Каттер          | Финляндия | 1096 |

## Фехтование
*Результаты. Фехтование. Личное первенство.
| Место | Спортсмен  | Страна  | Победы | Очки |
| ----- | ---------- | ------- | ------ | ---- |
| 1.    | И. Новиков | СССР    | 29     | 1135 |
| 2.    | А. Факкини | Италия  | 25     | 895  |
| 3.    | Ф. Алмада  | Мексика | 24     | 860  |

## Стрельба
В третий день спортсмены состязались в соревнованиях по стрельбе из пистолета. Задача упражнения: поразить на расстоянии 25 метров появляющуюся на 3 сек. мишень. Каждый из участников должен сделать 20 выстрелов по 5 в 4 сериях. За результат 195 начислялось 1000 очков.
*Результаты. Стрельба. Личное первенство.
| Место | Спортсмен     | Страна    | Результат | Очки |
| ----- | ------------- | --------- | --------- | ---- |
| 1.    | Г. Фердинанди | Венгрия   | 193       | 960  |
| 2.    | Н. Татаринов  | СССР      | 192       | 940  |
| 3.    | Л. Риера      | Аргентина | 192       | 940  |

## Плавание
*Результаты. Плавание. Личное первенство.
| Место | Спортсмен  | Страна    | Результат | Очки |
| ----- | ---------- | --------- | --------- | ---- |
| 1.    | А. Бальцо  | Венгрия   | 3.47.4    | 1065 |
| 2.    | К. Стрикер | Аргентина | 3.55.3    | 1025 |
| 3.    | И. Новиков | СССР      | 3.56.9    | 1020 |

## Бег
*Результаты. Кросс. Личное первенство.
| Место | Спортсмен  | Страна  | Результат | Очки |
| ----- | ---------- | ------- | --------- | ---- |
| 1.    | И. Новиков | СССР    | 13.56.2   | 1192 |
| 2.    | А. Бальцо  | Венгрия | 14.08.3   | 1156 |
| 3.    | А. Тарасов | СССР    | 14.10.9   | 1150 |

## Результаты
Личное первенство.
| Место | Спортсмен         | Спортивное общество | Конкур | Фехтование | результат/очки | 300 м время/очки | 4 км время/очки | Сумма |
| ----- | ----------------- | ------------------- | ------ | ---------- | -------------- | ---------------- | --------------- | ----- |
| 1.    | Игорь Новиков     | СССР                | 860    | 1035       | 182/740        | 3.56,9/1020      | 13.56,2/1192    | 4847  |
| 2.    | Андраш Бальцо     | Венгрия             | 1116   | 615        | 184/780        | 3.47,4/1065      | 14.08,3/1156    | 4732  |
| 3.    | Александр Тарасов | СССР                | 968    | 790        | 191/920        | 4.24,9/880       | 14.10,9/1150    | 4708  |

| Место | Спортсмен         | Страна    | Сумма |
| ----- | ----------------- | --------- | ----- |
| 4.    | Луис Ривьера      | Аргентина | 4642  |
| 5.    | Бренд Каттер      | Финляндия | 4598  |
| 6.    | Боб Миллер        | США       | 4551  |
| 15.   | Николай Татаринов | СССР      | 4180  |

 Командное первенство.
| Место | Страна                                                       | Сумма очков |
| ----- | ------------------------------------------------------------ | ----------- |
| 1.    | СССР · Игорь Новиков · Александр Тарасов · Николай Татаринов | 13 802      |
| 2.    | Финляндия · Т. Карре · Вайхо Корхонен · Б. Каттер            | 13 287      |
| 3.    | США · Роберт Миллер · Джорж Ламберт · Лесли Блеймастер       | 13 153      |
| 4.    | Швеция · С. Эриксон · Н. Лильенвиль · Шеверхард              | 12 756      |
| 5.    | Венгрия · Имре Надь · Андраш Бальцо · Г. Фердинанди          | 12 408      |
| 6.    | Аргентина · Л. Риера · Штриккер · Бауза                      | 12 028      |